# Caracaraí (tiểu vùng)
Caracaraí là một tiểu vùng thuộc bang Roraima, Brasil. Tiều vùng này có diện tích 74282 km², dân số năm 2007 là 30213 người.